# Charles Palmer (judoka)
Charles Stuart William Palmer (15 de abril de 1930-17 de agosto de 2001) fue un deportista británico que compitió en judo. Ganó una medalla de bronce en el Campeonato Europeo de Judo de 1957 en la categoría abierta.

## Palmarés internacional
| Campeonato Europeo | Campeonato Europeo      | Campeonato Europeo | Campeonato Europeo |
| Año                | Lugar                   | Medalla            | Categoría          |
| ------------------ | ----------------------- | ------------------ | ------------------ |
| 1957               | Róterdam (Países Bajos) | Medalla de bronce  | Abierta            |